# Шеменовци (Купрес, Република Српска)
Шеменовци су насељено мјесто у општини Купрес, Република Српска, БиХ. Према попису становништва из 2013. у насељу је живјело свега 5 становника.

## Становништво
Према попису становништва из 1991. године, насеље има 247 становника.
| Националност       | 1991.        |
| Срби               | 245 (99,19%) |
| остали и непознато | 2 (0,80%)    |
| укупно             | 247          |

| Демографија | Демографија | Демографија |
| Година      | Становника  | Становника  |
| ----------- | ----------- | ----------- |
| 1948.       | 499         |             |
| 1953.       | 538         |             |
| 1961.       | 541         |             |
| 1971.       | 587         |             |
| 1981.       | 361         |             |
| 1991.       | 247         |             |